# メートル法化

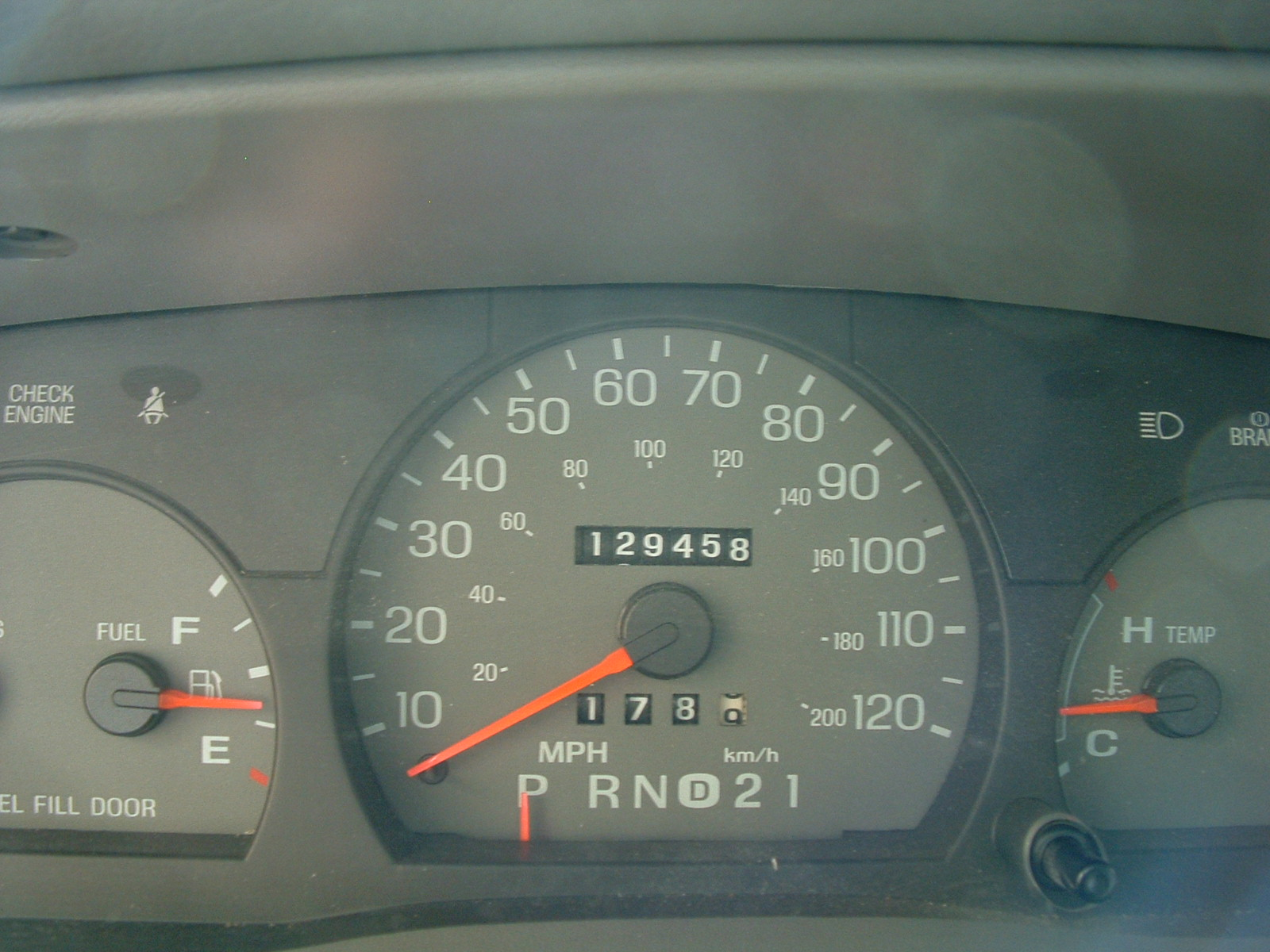
アメリカやイギリスの自動車の速度計。速度がマイル毎時（外側、MPH）とキロメートル毎時（内側、km/h）で示されている。カナダの自動車では逆になっている。

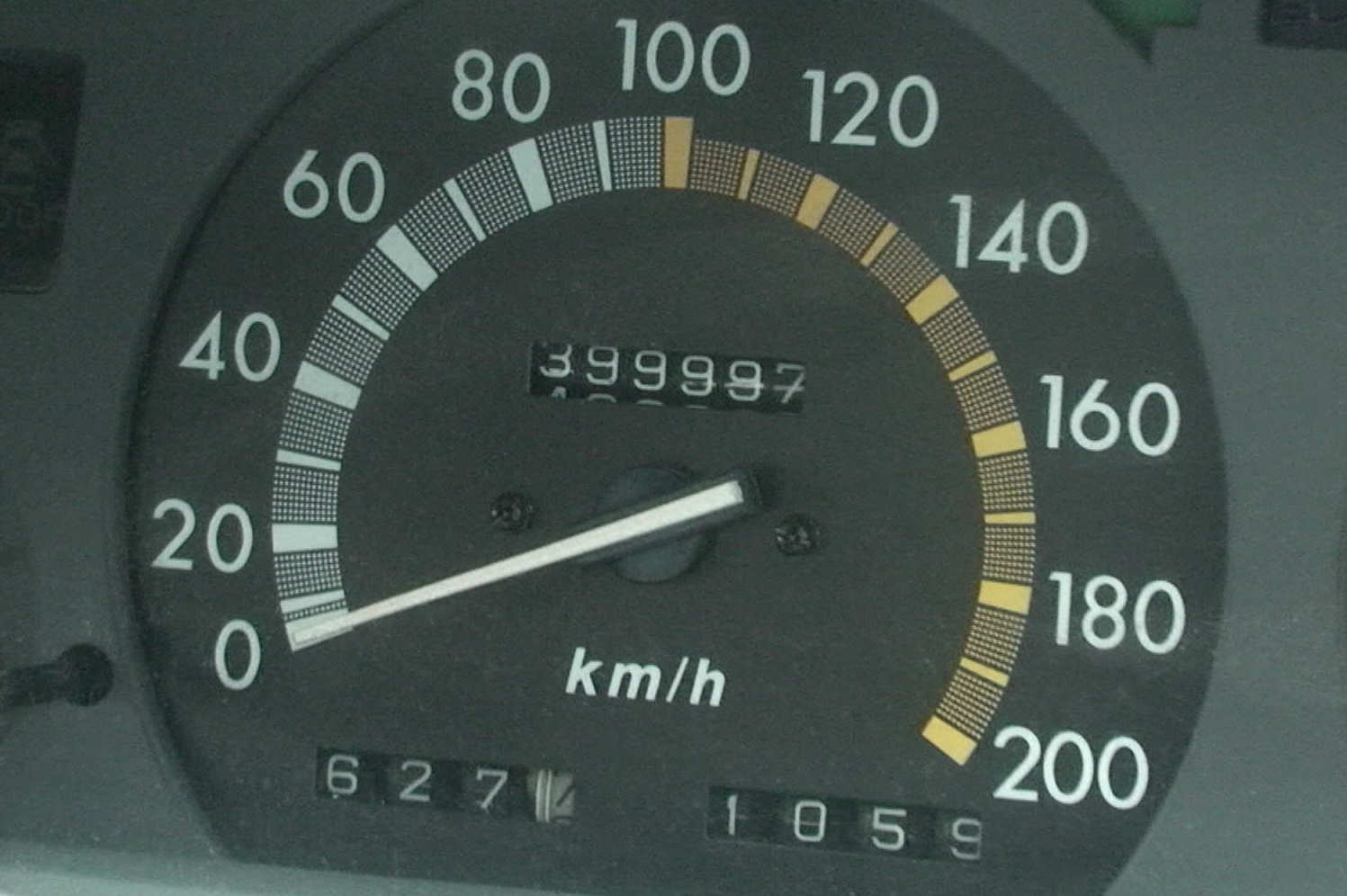
オーストラリアの自動車の速度計。速度がキロメートル毎時のみで示されている。

メートル法化（メートルほうか、metrication, metrification）とは、使用する計量単位をメートル法に基づくものに転換することである。
世界中で、独自の伝統的な単位系からメートル法に転換するための長いプロセスがあった。メートル法化の流れは1790年代のフランスに始まり、それから2世紀の間に世界中に広がったが、全ての国で完全にメートル法が採用されたわけではなかった。

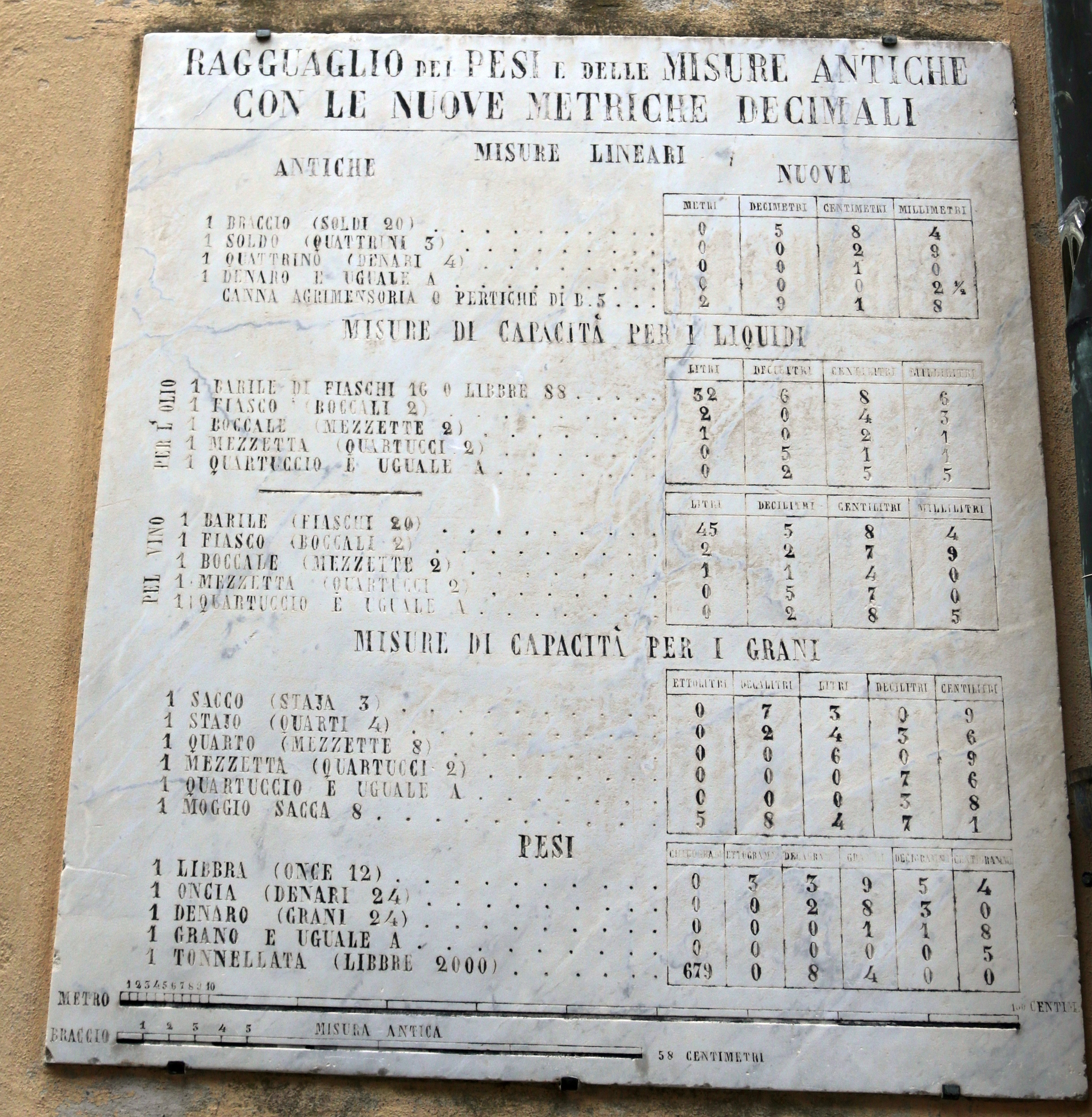
メートル法化の例。トスカーナが1860年にサルデーニャ王国に併合され、1861年にイタリア王国として成立した頃に用いられた単位換算表。

## 概要
2006年現在、主としてメートル法を使用していない国はアメリカ合衆国・ミャンマー・リベリアの3か国である。イギリスでは、取引のための公式な度量衡はメートル法になっているが、ヤード・ポンド法の単位（帝国単位）も公式の単位として残されている。例えば、マイル、ヤード、フィートは、道路標識に記載される公式の単位である。この他にも、帝国単位の使用は広範囲に及んでいる。英パイント（メートル法の単位によって定義される）は、リターナブル瓶入りの牛乳や、パブのドラフトビールやシードルの容量の単位として使用が許容されている。食品の包装や商店での価格表示において、メートル法の単位が併記されていれば帝国単位を使用することは合法である。
いくつかの情報源によれば、リベリアはすでにメートル法を使用しており、ミャンマーは国としてメートル法を採用する準備をしていると2013年に発表した。ミャンマーとリベリアは、実質的にはメートル法の国であり、メートル法の単位を使用して国際的に取引する。ミャンマーを訪問したメートル法化の支持者は、国内においても多くの物のためにメートル法の単位が使われており、例外は英ガロンで目盛りが設定された古い石油ポンプくらいだと述べた。2011年5月にリットルで燃料を売ることに切り替えたシエラレオネなど、他の国も国際貿易と標準化を通じてメートル法の計量を採用している。アメリカ合衆国は、1866年に通商と訴訟のためにメートル法の受容を公式に命令したが、それまでの慣用単位（ヤード・ポンド法）を置き換えることはしなかった。イギリスは1897年にそれに従ったが、1995年までほとんどの目的においてメートル法の単位の使用を強制しなかった。
1971年、アメリカ標準局は、世界的にメートル法の使用が増大することによるアメリカ合衆国への影響についての3年間の研究を完了した。その研究は、"A Metric America: A Decision Whose Time Has Come"（メートル法化するアメリカ：決断の時は来た）というタイトルで議会に報告された。それ以来、メートル法の使用はアメリカ合衆国で、特に製造と教育の分野で増大した。1974年8月21日に制定された公法93-380では、学生が規則的な教育プログラムの一部として容易に便宜にメートル法の測定を使うよう準備をさせることを、教育機関と組織に対し促すことがアメリカ合衆国の方針であると書かれている。1975年12月23日、大統領ジェラルド・フォードは公法94-168「1975年のメートル法変換法 (the Metric Conversion Act of 1975)」に署名した。この法律により、アメリカ合衆国においてメートル法の使用を増大するための調整をすることが国家の方針であると宣言された。メートル法への自発的な転換を調整するためのアメリカ合衆国メートル法委員会(U.S. Metric Board)が設立され、1982年10月1日に商務省メートル法計画局(Office of Metric Programs)に移管された。
ほとんどの国は、旧来の単位とメートル法の単位の両方が使用される過渡期を経てから、メートル法を正式に採用した。ガイアナなどいくつかの国では、メートル法が正式に採用されているが、その実施の際にはいくつかのトラブルがあった。「公式には」メートル法を採用しているアンチグア・バーブーダでは、メートル法の完全実施に向けて動いてはいるが、予定よりも進行は遅い。政府は、2015年の第1四半期までにメートル系に転換する計画を持っていると発表した。セントルシアなどの他のカリブの国は、公式にメートル法を採用しているが、まだ完全な転換の途中である。
欧州連合は、度量衡の共通のシステムを達成することと欧州単一市場を促進するために、計量単位指令を使用した。1990年代、欧州委員会は、加盟国がメートル法への変換プロセスを達成するようにプロセスを促進することを手助けした。それらの国の中にイギリスがある。イギリスでは、法律における許容または禁止の規定の一部または全部が帝国単位で規定されている。例えば、道路標識の距離はマイルやヤード、制限速度はマイル毎時、ビールの容量はパイント、服のサイズはインチという具合である。イギリスは、路面表示のマイルとヤード、パブで販売されるドラフトビールの1パイント容器について、永久的な免除を確保した（イギリスのメートル法化を参照）。2007年に、欧州委員会は、（イギリスの世論に譲歩し、アメリカとの貿易を容易にするために）商品の包装にメートル法だけを記載するという要件を緩和し、メートル法と帝国単位の併記の許可を無制限に続けると発表した。
帝国単位を使用していた他の国では、20世紀後半から21世紀の最初の10年にかけてメートル法化を完了させた。直近で達成したのはアイルランドである。1970年代にメートル法への転換を開始し、2005年初頭に完了した。
2007年1月、NASAは、他の宇宙機関に合わせて、将来の全ての月ミッションにメートル法の単位を使用すると決定した。
アメリカ合衆国・イギリス・カナダでは、メートル法化、特に改正された度量衡の法律が旧来の単位を時代遅れの歴史的なものにすることに対する強い反対がある。フランスや日本などは、かつてはメートル法化への強い反対があったが、いまではほぼ完全に受容されている（日本のメートル法化も参照）。

## メートル法以前
古代ローマの度量衡の長さの単位は、pes（フィートに相当する）を基本とした。1 pes は 12 uncia（インチに相当）に分けられる。libra（ポンドに相当）は、ローマ以来長い間、重さと貨幣の両方の計量に用いられていた。計量は、時間が経つにつれ大きく変わった。カール大帝は、帝国内の計量と通貨の単位を規格化するために様々な改革を実行した統治者の1人だったが、本当の一般的なブレークスルーは全くなかった。
中世のヨーロッパでは、貿易ギルドによって都市ごとに度量衡の規則が作られた。例えばエルはヨーロッパで一般的に使われた長さの単位だったが、その長さは、ドイツの一部では40.2 cm、オランダでは70 cm、エジンバラでは94.5 cmとバラバラであった。1838年のスイスでの調査では、フィートは37種類、エルは68種類、乾量の計量には83種類、液量の計量には70種類、重量物の計量には63種類の、地域によって異なる値の単位が存在した。1687年にアイザック・ニュートンが『自然哲学の数学的諸原理（プリンキピア）』を著したとき、彼は読者が大きさを理解できるようにパリで使用されていたフィートの大きさを記載した。ローカルな都市間のまたは国家の計量の標準を保持しようとする努力の一例には、1641年のスコットランド法や、1824年の帝国単位の標準化がある。後者はいまでもイギリス国内で使用されている。後期帝政中国では、一度領域内の容積の単位の統一に成功していたが、1936年の公式調査では、尺が200 mmから1250 mmまでの53種類、升が500 mLから8 Lまでの32種類、斤が300 gから2500 gまでの36種類もあった。 このような状況の下で、革命下のフランスは、結果として今日の世界の多くで使われている国際単位系（SI）につながるメートル法を作った。
単一の国際的な計量単位系への要望は、進展する国際貿易と、世界的な共通の標準を商品に適用する必要性から生じた。別の国で作られた製品を購入しようとする会社にとって、製品が説明した通りに到着することが保証される必要がある。中世のエルは、その値が規格化できなかったので、ほとんど放棄された。国際単位系の主要な利点の一つが、単にそれが国際的であることであり、それが国際標準になるにつれ、それに対応する国への圧力は増大した。しかも、全ての国際単位が少ない基本単位（特にメートル・キログラム・秒は、日常的に使用する大多数の計量を網羅する）に基づき、機械的な10倍→100倍→1000倍による十進法の接頭語（後のSI接頭語）を当て嵌める行為によって全ての倍量・分量を網羅できるので、教えるのも学ぶのも容易である。これは、メートル法以前の単位と対照的である。
例えば、長さの単位には「フィート」「インチ」「ライン」「ヤード」「マイル」があり、フィート＞インチ＞ライン＞ポイントは12倍→144倍→1728倍による十二進法の単位系だが、これらを除くと比率も12倍、144倍、1/12、1/144、3倍、1760倍と一定ではないため、覚えるのが大変である。フィート系列は十二進法なので3分割や4分割は容易である（例：1/3フィート＝4インチ、1/4フィート＝3インチ、1/9フィート＝16ライン＝1インチ4ライン）が、「12倍」や「1/144」を意味する接頭辞が使用されなかった。
しかし、メートル法によって示される値は機械的に十倍ごとに変わり、例えば「1フィート＝12インチ＝144ライン＝1728ポイント」のような接頭辞の無い複数の単位を混合して使用することはないので、加減乗除が容易である。更に、電気・力などのための単位が国際単位系の一部であり、一貫性のある方法ですべて相互に関係づけられるので（例：1 J = 1 kg·m2·s−2 = 1 V·A·s）、科学の測定と計算は大いに簡素化される。

## メートル法の先駆者
十進法は、接頭語を付けて分量・倍量を表すメートル法では必須の部分である。これにより計算が簡素化される。インド人は数学的な計算のために十進法を使用したが、日常の目的のために十進法の使用を最初に主張した人物はシモン・ステヴィンであり、1585年の著書『十進法』(La Thiende)によってであった。彼の小数の表記法は使いづらいものであったが、後に小数点の導入によって克服された。小数点は、バルトロメオ・ピティスクスが書いたとされる『三角法』（1595年）で最初に使われたものである。
1668年に刊行された『真性の文字と哲学的言語にむけての試論』(An Essay towards a Real Character and a Philosophical Language)で、ジョン・ウィルキンスは、メートル法のコンセプトに非常に近い単位系を提案している。彼は、秒を時間の基本単位とし、最下点を1秒ごとに通過する（つまり周期が2秒の）振り子の長さを長さの基本単位とすることを提案した。彼が「スタンダード」(standard)と命名したこの長さの単位は、今日の単位では994 mmになる。また、立方スタンダードの枡に入れた蒸留した雨水の質量を質量の単位とし、これを「ハンドレッド」(hundred)と呼んだ。十の冪数で基本単位を作るために彼が提案した名前は、その当時使われていた単位の名前であった。
1670年、ガブリエル・ムートンは、ウィルキンスの提案と実質的に同様な提案を出版した。ウィルキンスとの差は、長さの単位を緯度の1分の円弧の1/1000（約1.852 m）としたことである。彼はこの単位をvirgaと呼ぶことを提案した。そして、それまでの単位のように倍量・分量に別々の名前を付けるのではなく、後にメートル法で採用されるような接頭語を付けた一連の名前を提案した。
1790年に、トーマス・ジェファーソンは、貨幣と度量衡に十進法を採用することを提案した報告書を連邦議会に提出した。報告書では、長さの基本単位「フィート」を、周期2秒の振り子の長さの3/10または1/3とすることを提案している。この「周期2秒の振り子の長さ」とは、1世紀以上前にウィルキンスが提案した「スタンダード」のことである。これは11.755インチ（29.8cm）または13.06インチ（33.1cm）に等しい。ウィルキンスと同様、十の冪数による倍量・分量の単位には、その当時使われていた単位の名前がつけられた。
この時代の測地学への大きな関心と、発展した測定システムのアイデアは、どのようにアメリカ大陸が調査され区分されるかに影響した。新しい単位系のためのジェファーソンの完全なビジョンは、ガンター氏チェーンと伝統的なエーカーが使用されることによって幕を閉じた。

## 転換プロセス

国ごとのメートル法化された年代。赤から緑への有彩色は1795年から1998年までにメートル法化された国を示す。黒は、メートル法が主要な計量単位になっていない国を示す。白は、独立・発足時からメートル法を採用している国を示す。

メートル法は1799年12月にフランスで公式に導入された。19世紀、メートル法はほとんどのヨーロッパの国で採用された（ポルトガル（1814年）、オランダ・ベルギー・ルクセンブルク（1820年）、スイス（1835年）、スペイン（1850年代）、イタリア（1861年）、ドイツ（1870年。法的には1872年1月1日）、オーストリア＝ハンガリー（1876年。ただし法律上は1871年に採用））。タイでは、公式には1923年まで採用していなかったが、王立タイ測量局では地籍の測量に1896年初頭から使用していた。デンマークとアイスランドでは1907年にメートル法を採用した。
国家が伝統的な単位からメートル法に転換する手法には3つある。1つ目は、期限を決めて迅速に切り替える手法である。これは、1960年代のインドや、それ以降のオーストラリア、ニュージーランドなどで使われた。2つ目は、時間をかけて次第に伝統的な単位の使用を禁止してゆく手法である。この手法は、いくつかの工業国により採用されているが、時間がかかり、また、一般的に完全実施にならないことが多い。3つ目は、メートル法によって伝統的な単位を再定義する手法である。これは、伝統的な単位が不明確で、地域により値が異なっていた場所でよく使われた。
1つ目の手法は、メートル法以前の単位の使用の禁止、メートル法化、全ての政府出版物・法律の再発行、教育システムのメートル法への変更をほぼ同時に行うものである。インドでの転換は、メートル法の使用が法制化された1960年4月1日から始まり、メートル法以外の単位が禁止された1962年4月1日に終了した。インドのモデルは成功し、他の多くの発展途上国で模倣された。
2つ目の手法は、伝統的な単位と並行してメートル法の使用を法制化し、教育はメートル法で行ったうえで、段階的に古い単位の使用を禁止してゆくものである。これは、一般に長い時間をかけてメートル法化を進めてゆく手法である。大英帝国は1873年にメートル法の使用を法制化したが、1970年代と1980年代に各国政府が積極的に行動するまで、ほとんどの連邦国でメートル法への転換は完了しなかった。日本もこの手法を採用したが、メートル法への転換に約70年を要した。イギリスでは、移行プロセスはまだ不完全である。法律で、ばら売りの商品は、メートル法で重量を測定して売ることが義務付けられている。2001年、EU指令80/181/EECにより、包装のラベルに補助単位（メートル法の単位に付記されたヤード・ポンド法の単位）を表示することが2010年から禁止されることとなった。2007年9月に会議が行われ、その結果、補助単位の使用が無期限に許容されるように指令が修正された。
3つ目の手法は、メートル法の単位を用いて伝統的な単位を再定義するものである。メートル法化が完了したと宣言された後でも、これらの再定義された「準メートル法」の単位が長い間使用されている例が多くある。
フランス革命後のフランスのメートル法化への抵抗により、ナポレオンは以前の習慣的度量衡に戻すことを余儀なくされた。1814年にポルトガルはメートル系を採用したが、単位の名称はポルトガルの伝統的な単位の名称が使用された。この単位系では、1mão-travessa（ハンド） = 1デシメートル（10mão-travessa = 1vara（ヤード） = 1メートル）、1カナダ = 1リットル、1libra（ポンド） = 1キログラムとする。オランダでは、非公式に500グラムをpond（ポンド）、100グラムをons（オンス）と呼ぶ。ドイツとフランスでは、500グラムを「1ポンド」という意味のein Pfund、une livreと非公式に呼ぶ。デンマークでは、500グラムと再定義されたpund（ポンド）が、特に老人や（年輩の）果実栽培者の間で時々使われる。これは、元々生産された果物のポンドの量に応じて支払いが行われたためである。スウェーデンとノルウェーでは、mil（スカンジナビア・マイル）は非公式に10 kmと等しく、会話において、地理上の距離を表す時に主に使われた。19世紀に、スイスは非メートル法の単位をメートル法により再定義した（例えば、1 Fuss（フィート） = 30 cm, 1 Zoll（インチ） = 3 cm, 1 Linie（ライン） = 3 mm）。中国では、斤は500 g、両は50 gと再定義されている。
普通の人々が日々の生活でメートル法を使うようになる程度を判断することは難しい。最近転換した国では、高齢者ほど古い単位を使い続ける傾向がある。また、単位の地方的な変種は、メートル法の単位に丸められる場合と、そうでない場合がある。例えばカナダでは、オーブンや料理の温度は摂氏度と華氏度の両方で測られる。輸入品を除いて、全てのレシピや包装には、摂氏度と華氏度の両方が記載される。そのため、カナダ人は一般に、両方の単位に対してもあまり苦痛を感じない。これは製造業でも同じことで、カナダの企業はヤード・ポンド法とメートル法の両方に対応することができる。主要な輸出先はヤード・ポンド法が広く使われているアメリカであるが、国内向けとそれ以外の国への輸出にはメートル法を使用する必要があるためである。

### 国ごとのメートル法化の状況
| 開始年        | 国名                     | メートル法化 以前の単位系                        | 状況 |
| ------------- | ------------------------ | ------------------------------------------------ | --- |
| 1795年        | フランス                 | フランスの度量衡                                 | 完了 |
| 1814年        | ポルトガル               | ポルトガルの慣用単位                             | 完了 |
| 1820年        | ベルギー                 | 各種                                             | 完了 |
| 1820年        | オランダ                 | オランダの度量衡                                 | 完了 |
| 1848年        | チリ（詳細）             | スペインの慣用単位                               | ほぼ完了 |
| 1852年        | メキシコ                 | スペインの慣用単位の変種                         | ほぼ完了（いくつかの古い単位がいまだに使用されているほか、いくつかの工業の分野において米慣用単位が使用されている） |
| 1852年        | スペイン                 | スペインの慣用単位                               | 完了。ただし、多くの古い単位がいまだに使用されている                                                               |
| 1861年        | イタリア                 | 各種                                             | 完了 |
| 1862年        | ブラジル                 | ポルトガルの慣用単位                             | 完了 |
| 1862年        | ペルー（詳細）           | スペインの慣用単位                               | ほぼ完了 |
| 1863年        | ウルグアイ               | スペインの慣用単位                               | 完了 |
| 1864年        | ルーマニア               | ルーマニアの度量衡                               | 完了 |
| 1871年        | オーストリア             | 各種                                             | 完了 |
| 1872年        | ドイツ                   | ドイツの度量衡                                   | 完了 |
| 1873年        | セルビア                 | 各種                                             | 完了 |
| 1875年        | オスマン帝国（トルコ）   | オスマン帝国の度量衡                             | 完了 |
| 1875年        | ノルウェー               | ノルウェーの度量衡                               | 完了 |
| 1876年        | スウェーデン（詳細）     | スウェーデンの度量衡                             | 完了 |
| 1876年        | スイス                   | 各種                                             | 完了 |
| 1876年        | ハンガリー               | 各種                                             | 完了 |
| 1885年        | 日本（詳細）             | 尺貫法                                           | ほぼ完了 |
| 1886年        | アルゼンチン             | スペインの慣用単位                               | 完了 |
| 1886年        | フィンランド             | フィンランドの度量衡                             | 完了 |
| 1899年        | パラグアイ               | スペインの慣用単位の変種                         | 完了 |
| 1907年        | デンマーク               | デンマークの度量衡                               | 完了 |
| 1907年        | アイスランド             | アイスランドの度量衡・デンマークの度量衡         | 完了 |
| 1907年        | フィリピン               | スペインの慣用単位と独自の度量衡                 | ほぼ完了 |
| 1908年        | コスタリカ               | スペインの慣用単位                               | 完了 |
| 1912年        | ドミニカ共和国           | スペインの慣用単位                               | 5</span完了 |
| 1918年        | ロシア                   | ロシアの廃止された度量衡                         | 完了 |
| 1923年        | タイ                     | 各種                                             | ほぼ完了 |
| 1925年        | 中国                     | 中国の度量衡（市制）                             | ほぼ完了 |
| 1929年        | エストニア               | エストニアの度量衡                               | 完了 |
| 1946年        | インドネシア             | 各種                                             | ほぼ完了 |
| 1954年        | インド（詳細）           | 各種                                             | 完了 |
| 1954年        | スーダン                 | 各種                                             | 完了 |
| 1959年        | ギリシャ                 | 古代ギリシャの度量衡                             | 完了 |
| 1963年        | ラオス                   | 不明                                             | 完了 |
| 1963年        | ベトナム                 | ベトナムの度量衡                                 | 完了 |
| 1965年        | イギリス（詳細）         | 帝国単位（ヤード・ポンド法）                     | 部分的に完了 |
| 1967年        | アイルランド（詳細）     | 帝国単位（ヤード・ポンド法）                     | 完了 |
| 1967年        | パキスタン               | 帝国単位（ヤード・ポンド法）                     | 完了 |
| 1969年        | ニュージーランド（詳細） | 帝国単位（ヤード・ポンド法）                     | 完了 |
| 1970年        | オーストラリア（詳細）   | 帝国単位（ヤード・ポンド法）                     | 完了 |
| 1971年        | 南アフリカ               | 帝国単位（ヤード・ポンド法）                     | 完了 |
| 1972年        | マレーシア               | 帝国単位（ヤード・ポンド法）とマレーシアの度量衡 | 部分的に完了 |
| 1973年        | カナダ（詳細）           | 帝国単位（ヤード・ポンド法）                     | 部分的に完了 |
| 1975年        | アメリカ合衆国（詳細）   | 米国慣用単位                                     | 一部で採用 |
| 1976年        | スリランカ（詳細）       | 帝国単位（ヤード・ポンド法）                     | ほぼ完了 |
| 1998年        | ジャマイカ（詳細）       | 帝国単位（ヤード・ポンド法）                     | 部分的に完了 |
| 2005年        | セントルシア             | 帝国単位（ヤード・ポンド法）                     | 完了 |
| 未実施        | リベリア                 | 帝国単位（ヤード・ポンド法）                     | 一部で採用 |
| 2011年 2013年 | ミャンマー               | ミャンマーの度量衡, 帝国単位（ヤード・ポンド法） | 一部で採用 ドイツ国立理工学研究所の技術的協力の下、メートル法化の完全実施をすると発表                              |

## 例外
2015年現在、世界のほとんどの国ではメートル系は公式に使用されている。しかし、一部の伝統的な単位が多くの場所と産業においてまだ使われている。以下にそのような例を幾つか挙げる。
- カメラは、1/4-20または3/8-16の取付けねじを使って三脚台に固定するようにISO 1222:2010で規格化されているが、この寸法はインチによるものである[52]。
- 自動車のタイヤの空気圧は、ブラジル・ペルー・アルゼンチン・オーストラリア・チリ・イギリス・アメリカなど多くの国で重量ポンド毎平方インチ(psi)で計測される。
- 香港では、中国の伝統的な単位（尺斤法）とイギリスの帝国単位（ヤード・ポンド法）が一般的に使われているが、貿易ではメートル法を使用している。
- 北欧の建築作業者の間では、厚板や釘がよく古いインチ・ベースの名前で呼ばれる。
- 不動産の取引ではよく伝統的な単位が使用される（香港やインドでは平方フィート、韓国・台湾では坪）。ただし、日本では取引に「坪」が使われることはない。口頭での説明などに使われるに過ぎない。坪#不動産取引と坪を参照。
- 配管において、かつて国際的に受容されていた標準との整合性のため、インチ単位の管および管用ねじの規格（英国規格管など）が明示されている。
- 自動車の車輪の直径はインチ単位で計測されることが多い（それに対し、タイヤの幅はミリメートル単位で計測される）。
- コンピュータ業界と印刷業界では解像度の表現にdot per inchやpixel per inchが使用され続けている。
- テレビやモニタの画面の大きさは、多くの国で対角線のインチ単位の長さで表現される。ただし、オーストラリア・フランス・南アフリカなどでは、インチではなくセンチメートルが使用される。日本でも画面サイズをインチで表現した数字となるが、「インチ」の表記を使えないので、代えて「型」と表記する(例、50インチサイズの画面を「50型」と表記する)。
- 電子工業において、各種の部品（コネクターやネジなど）のサイズは1/10インチ（2.54ミリメートル）単位で設計するのが支配的になっている。これを変更しようとすると、互換性の問題が生じる。サーバーを格納するラックも19インチラックと呼ばれるものが普及している。
- 航空業界では航空発祥の地であるアメリカの影響と伝統からヤード・ポンド法が使われ続けている。特に高度はフィートで示され、管制で高度を指示するのに使われるフライト・レベルはフィートが基準となっている。

## 事故の原因となった単位の混乱
メートル法化の実施中の単位の混乱は、事故につながることもある。最も著しい例の1つは、カナダにおけるメートル法化の期間にあった。1983年、エア・カナダのボーイング767-200（事故後にギムリー・グライダーと呼ばれることになる）は、飛行中に燃料を使い果たした。この事故の主な原因は、給油前の燃料残量 7,682リットルを質量に換算する際に、リットルとキログラムによる比重 0.803 (kg/L) ではなく、誤って扱い慣れたリットルとポンドによる比重 1.77 (lb/L) を使用したためである。本来なら22,300 kgの燃料が必要なところを、10,116 kgしか搭載していなかったために事故が発生した。
第一次世界大戦後のベルギー・イーペルの復興の際、イギリス陸軍のエンジニアは爆撃された家を再建するための計画をフィート単位で作成した。しかし、ベルギーの建築士はそれをメートル単位と解釈した。その結果、再建された家は巨大なドアと窓を持つこととなった。
1998年のマーズ・クライメイト・オービターの損失は、2つの単位系の使用が原因であった。アメリカ航空宇宙局(NASA)は契約においてメートル法の単位を指定した。NASAと他の組織はメートル法で作業を行ったが、1つの下請業者ロッキード・マーティンは、作業チームにスラスターの動作データをニュートン秒ではなくポンド重秒で与えていた。宇宙船は、高度約150キロメートルで火星を周回することを意図していたが、間違ったデータにより、約57キロメートルまで下降するようになっていた。その結果、火星の大気の温度と気圧により破壊された。